# Agneaux
Agneaux là một xã thuộc tỉnh Manche trong vùng Normandie tây bắc nước Pháp. Xã này nằm ở khu vực có độ cao trung bình 60 mét trên mực nước biển.
Dân số (1999) là 4980 người, diện tích là 6,5 km².